# Pointe Santiago
| Pointe Santiago\| Localisation de la Guinée équatoriale en Afrique \| |
| Localisation de la Guinée équatoriale en Afrique                      |

| Localisation de la Guinée équatoriale en Afrique |

| Pointe Santiago\| Localisation de la Guinée équatoriale en Afrique \| |
| Localisation de la Guinée équatoriale en Afrique                      |

| Localisation de la Guinée équatoriale en Afrique |

La pointe Santiago (en espagnol Punta Santiago, aussi appelée Cabo Agudo) est un cap située à l'extrême sud de l'île de Bioko, en Guinée équatoriale, dans la province de Bioko-Sur.